# Maurice Cattin-Bazin
Pour les articles homonymes, voir Cattin et Bazin.
Maurice Cattin-Bazin, né le 15 décembre 1914 à Saint-Albin-de-Vaulserre (Isère) et mort le 20 mars 2007 au Pont-de-Beauvoisin (Isère), est un homme politique français, député de l'Isère.

## Biographie
Maurice Cattin-Bazin devient député de la 7e circonscription de l'Isère le 19 juillet 1964 ; à la suite de la mort de François Perrin survenue un jour auparavant, et dont il était le suppléant. Il sera élu aux législatives de 1967 et ce jusqu'aux élections de 1981.

## Détail des fonctions et des mandats
Mandat local
- Maire de Saint-Albin-de-Vaulserre

Mandats parlementaires
- 19 juillet 1964 - 2 avril 1967 : Député de la 7e circonscription de l'Isère
- 12 mars 1967 - 30 mai 1968 : Député de la 7e circonscription de l'Isère
- 30 juin 1968 - 1er avril 1973 : Député de la 7e circonscription de l'Isère
- 11 mars 1973 - 2 avril 1978 : Député de la 7e circonscription de l'Isère
- 19 mars 1978 - 22 mai 1981 : Député de la 7e circonscription de l'Isère